# Los Sims 3: ¡Vaya fauna!
Los Sims 3: ¡Vaya fauna! es la quinta expansión del videojuego de simulación social Los Sims 3 fue anunciada el mes de junio de 2011 para PC, Mac, PlayStation 3, Xbox 360 y Nintendo 3DS por Electronic Arts.

## Características
- Crea una amplia variedad de perros, gatos y por primera vez, caballos.
- Crea mascotas perfectas —o imperfectas— para tus Sims, desde fieros perros guardianes hasta mininos destructivos, pasando por nobles corceles, y determina tanto su aspecto como los rasgos de su personalidad.
- Asume el control de las mascotas de tus Sims con varias actividades e interacciones sociales nuevas y descubre el mundo a través de sus ojos.
- Las mascotas tienen sus propios rasgos; pueden ser inteligentes, valientes, amistosas, hidrofóbicas, volubles, despistadas, amables, rápidas, ágiles entre otros,
- Las mascotas pueden aprender habilidades. Los perros y gatos aprenden a cazar, los perros descubren cómo encontrar objetos coleccionables y a traer citas para tus Sims, y los caballos pueden aprender a correr y a saltar.
- Con un simple truco podrás tener como mascota un unicornio.